# Elisabeth Löckenhoff
Elisabeth Löckenhoff, geboren als Elisabeth Maria Herrmann (* 30. Januar 1929 in Gerdauen; † 9. Juli 1985 in Berlin) war eine deutsche Kommunikationswissenschaftlerin, die sich intensiv mit der Pressetheorie der DDR auseinandersetzte. Von 1972 bis zu ihrem Tod war sie Professorin für Publizistik an der Freien Universität Berlin.

## Leben
Elisabeth Löckenhoff wurde in Gerdauen/Ostpreußen als eine von drei Kindern geboren. Zusammen mit ihren zwei Brüdern und ihrer Mutter musste sie 1944 aus Ostpreußen nach Halle/Saale fliehen. Dort machte sie ihr Abitur und begann ein Studium der Germanistik, Geschichte, Kunstgeschichte und Psychologie an der Universität Halle. Sie unterstützte den Antifaschismus und demonstrierte zusammen mit dem Pädagogikprofessor und Dekan der philosophischen Fakultät, Gustav Lange.
1949 zog Löckenhoff nach West-Berlin, um an der gerade neugegründeten Freien Universität Publizistik mit den Nebenfächern Germanistik und Psychologie zu studieren.
Zu Beginn half sie am Aufbau des Instituts für Publizistik, bis sie 1952 als studentische Hilfskraft bei dem damaligen Professor für Publizistik, Emil Dovifat, zu arbeiten begann. 1955 wurde sie dann zu seiner wissenschaftlichen Assistentin ernannt. Dies sollte zeigen, dass sie als Nachwuchs des Faches in Frage käme. Ihre Aufgaben hierbei waren die Aktualisierung von Zahlen, Daten und die Beratung von Studenten. In der Zeit zwischen 1952 und 1955 promovierte sie mit einer Arbeit über die propagandistische Funktion des Schulbuchs in der DDR. Am Ende der 1950er Jahre heiratete sie Helmut Löckenhoff und zog zusammen mit ihm nach Frankfurt/Main. In dieser Zeit beschäftigte sie sich intensiv mit der Pressetheorie der DDR.
Im Jahr 1957 und von August bis Oktober des Jahres 1963 machte Löckenhoff eine längere Forschungsreise in die Vereinigten Staaten und besuchte dort zahlreiche Universitäten.
1959/60 kehrte sie wieder an die FU Berlin zurück und wurde beim Antritt des neuen Lehrstuhlinhabers Fritz Eberhard zur akademischen Rätin und zur Geschäftsführerin des Instituts für Publizistik ernannt. 1963 publizierte sie unter dem Namen E. M. Löckenhoff Zur Theorie und Praxis der Presse der sowjetischen Besatzungszone Deutschlands.
Am 3. März 1972 erhielt sie die Professur für Publizistik und durfte ab diesem Zeitpunkt an der Freien Universität Berlin als Professorin agieren. In dieser Zeit schrieb und veröffentlichte Elisabeth Löckenhoff nur noch sehr wenig und wandte sich eher den Lehrveranstaltungen der Medienpädagogik und der Publizistik des Nationalsozialismus zu.
Durch ihren frühen Tod im Alter von 56 Jahren konnte sie den Mauerfall und die Transformation des DDR-Mediensystems nicht mehr miterleben.

## Wissenschaftliche Arbeit
Der Forschungsschwerpunkt von Elisabeth Löckenhoff fiel auf das Mediensystem und die Medien der DDR. Ihre Forschungen und Differenzierungen riefen in Deutschland geteilte Meinungen hervor.
1954 reichte sie das Werk Die propagandistische Funktion der Schule in der Sowjetischen Besatzungszone ein. Diese Dissertation von Löckenhoff geht auf die Widersprüche in der Propaganda zur Formung des Sowjetmenschen ein. Sie versuchte zusätzlich das Wirkungspotenzial abzuschätzen. Veröffentlicht wurde das Werk bis heute nicht.
Nachdem Elisabeth Löckenhoff 1956/57 zur wissenschaftlichen Assistentin ernannt worden war, erschien ihre Monografie Die Presse in der sowjetischen Besatzungszone Deutschlands in der Schriftenreihe der Bonner Berichte aus Mittel- und Ostdeutschland des Gesamtdeutschen Ministeriums (Herrmann 1957). Hierbei sollte die DDR-Publizistik ein Schwerpunkt ihres Werkes sein. Ihre Arbeit bestand darin, politische Vorgaben für die Medien aus den Schriften der Klassiker (Karl Marx, Lenin, Stalin) und deren Weiterentwicklung herauszuarbeiten. Dies wurde in den 1950er und 1960er Jahren zu ihrem Alleinstellungsmerkmal.
Im selben Jahr 1957 veröffentlichte Löckenhoff, damals noch als Elisabeth Maria Herrmann das Werk Die gegenwärtige Lage der Presse in der Sowjetzone. Hierbei lag ihr Forschungsschwerpunkt darauf, Unterschiede zwischen der Presse der Sowjetzone von zum Beispiel der Presse in Polen zu ermitteln. Löckenhoff fand dabei heraus, dass die „Presse in der Sowjetzone eine größere Vielfalt an Form und Inhalt besitzt“. Durch die geografische Lage der Sowjetzone waren publizistische Sicherungsmaßnahmen notwendig. Zum einen sollte die SBZ von Polen abgeschirmt werden, zum anderen bestand eine Abwehr gegen die Informationsströme, die nach Mitteldeutschland eindrangen.
Sie forschte zusätzlich zusammen mit Marianne Lunzer über die Pressegeschichte dieser Zeit. Ihre beruflichen Tätigkeitsfelder befanden sich im Bereich der Markt- und Medienforschung. Im Rahmen dessen hielt sie Seminare an der Freien Universität Berlin, wobei sie sich vor allem auf die Schriften des Münchner Soziologen Horst Holzer als Referenz bezog.
Im Mittelpunkt ihrer letzten Tätigkeit am Institut für Publizistik an der Freien Universität Berlin standen nicht mehr nur die „medienkundlichen Themen der DDR“, sie untersuchte auch die Entwicklungen des journalistischen Systems der DDR und der Bundesrepublik. Ihr Vortrag in einer ihrer Lehrveranstaltungen über das Problem „Jugend- und Massenmedien“ verdeutlichte, wie sehr sie sich für das journalistische System und die Art der Wirksamkeit der Journalisten in der DDR interessierte. In diesem Forschungsgebiet ging es ihr vor allem um die Wirksamkeit des Mediums.

## Werke und Publikationen
Statt E. M. Herrmann wird ab 1966 überwiegend der Autorenname Elisabeth Löckenhoff gewählt
- Die Presse der sowjetischen Besatzungszone Deutschlands. Bonn: Deutscher Bundes-Verlag 1957.
- Die gegenwärtige Lage der Presse in der Sowjetzone. In: Publizistik 2. Jg. (1957) S. 217–222
- Presse – DDR. In: Elisabeth Noelle-Neumann (Hrsg.): Fischer Lexikon Publizistik. Frankfurt/Main: Fischer Taschenbuchverlag 1971, S. 241–245
- Zur Theorie und Praxis der Presse in der Sowjetischen Besatzungszone Deutschlands. Berichte und Dokumente. Berlin: Colloquium Verlag 1963
- Zur Anleitung und Kontrolle der SED Presse. Rückblick auf die Pressekonferenzen 1950–1964. In: Publizistik 11. Jg. (1966), S. 299–309
- Massenmedien UdSSR. In: Elisabeth Noelle-Neumann (Hrsg.): Fischer Lexikon Publizistik. Frankfurt/Main: Fischer Taschenbuchverlag 1971, S. 132–138.
- Zur Bestimmung der Begriffe Agitation und Propaganda am Beispiel des Produktionsaufgebotes (1961/62) in der DDR. In: Peter Christian Ludz (Hrsg.): Studien
- Materialien zur Soziologie der DDR. Kölner Zeitschrift für Soziologie, Sonderheft 8, S. 309–325